# Conocerte
«Conocerte» es una canción grabada por la cantante y compositora mexicana Paty Cantú. La canción fue escrita por Agustín Zubillaga, Luis Jiménez y Paty Cantú y producida por Áureo Baqueiro y Cantú. 
Fue lanzada el 8 de octubre de 2020 como el cuarto sencillo de su quinto álbum de estudio La mexicana. La canción ocupó el lugar número 9 en las listas del Top 100 Latín Songs de iTunes en México, el número 36 en las listas de la Radio Top 100 Latín Songs de España y el número 63 en listas del Top 100 Latín Songs de Apple Music en Irlanda.

## Video musical
El video musical de «Conocertel» fue lanzado el 8 de octubre de 2020 en la plataforma digital YouTube. Cuenta con más de 3 millones de reproducciones.

## Listas

### Semanales
| País   | Lista                       | Mejor posición | Ref.  |
| ------ | --------------------------- | -------------- | ----- |
| España | Top 100 Latín Songs (Radio) | 36             | [ 3 ] |